# Diecezja Baucau
Diecezja Baucau (łac. Dioecesis Baucanus, port. Diocese de Baucau) – rzymskokatolicka diecezja ze stolicą w Baucau, w Timorze Wschodnim.
Jest sufraganią metropolii Dili, obejmującej terytorium Timoru.

## Historia
- 30 listopada 1996 – powołanie rzymskokatolickiej diecezji Baucau z terytorium diecezji Dili.
- 11 września 2019 – włączenie diecezji do nowo powstałej metropolii Dili[1].

## Główne świątynie
- Katedra: Katedra św. Antoniego w Baucau

Na terenie diecezji znajduje się też narodowe sanktuarium MB z Aitary (Saibada).

## Biskupi Baucau
- Basilio do Nascimento (administrator apostolski 30 listopada 1996 – 6 marca 2004)
- Basilio do Nascimento (od 6 marca 2004 – 30 października 2021)
- Leandro Maria Alves (od 2023)